# V.S.R. De Solleysel
Veterinaire Studenten Rijvereniging "De Solleysel" is opgericht op 25 oktober 1934 te Utrecht. Het is een studie- en gezelligheidsvereniging binnen de Faculteit Diergeneeskunde van de Universiteit Utrecht.

## Historie
Negen jaar na de opheffing van het Veterinair Studenten Corps Absyrtus en haar rijvereniging, bestond de behoefte om weer in een diergeneeskundig verband paard te rijden. De heer G.M. van der Plank, hoogleraar in de zoötechniek, riep de studenten begin 1934 op een veterinaire rijvereniging op te richten. Zijn reden hiervoor blijkt uit een brief van een student:
"Hij (van der Plank) raadt het rijden sterk aan, in de eerste plaats, omdat het voor een veterinaire student de meest voor de hand liggende sport is en verder uit praktische overwegingen. Het is namelijk bekend dat een vrij groot aantal dierenartsen, al dan niet vrijwillig genoodzaakt is een rol te spelen in de zich steeds meer uitbreidende landelijke ruiterbeweging, bijvoorbeeld als bestuurs- of jurylid, voor conditiekeuringen, om een lezing te houden enz. Dat verschillende dierenartsen daarbij moeilijkheden ondervinden omdat ze geen ruiters zijn, is ook bekend. Bovendien neemt paardrijden door burgers sterk toe, zodat verwacht kan worden, dat genoemde diensten ook buiten de landelijke bewegingen steeds meer gevraagd zullen worden."
Op 25 oktober 1934 werd zo de V.S.R. "De Solleysel" opgericht. De vereniging ontleent zijn naam aan de Franse manegehouder en paardenarts Jacques de Solleysel (1617-1680). De Solleysel stichtte twee academies in de horsemanship en beschreef nauwkeurig de gangen en bouw van het (sport)paard, om zo de basis voor de moderne paardengeneeskunde te leggen.
Naast een rijvereniging voor studenten diergeneeskunde is de V.S.R. actief als een studie- en gezelligheidsvereniging en in de organisatie van veterinaire controles.

## Rijvereniging
De vereniging biedt dressuurlessen van verschillend niveau aan voor veterinaire studenten. Hiervoor zijn twee instructrices in dienst, beide opgeleid op het NHB Deurne. De lessen worden gegeven op het terrein van de Universiteitskliniek voor Paarden te Utrecht. De vereniging komt ook uit in de Nederlandse studentencompetitie, georganiseerd door de Vereniging Nederlandse Studentenruiters van de KNHS. Naast dressuur is de V.S.R. ook actief in de mensport. Jaarlijks worden er mencursussen gegeven met als doel het behalen van het koetsiersbewijs. Zowel het rijden als het mennen hebben tot doel om studenten diergeneeskunde te leren omgaan met paarden en kennis te laten maken met de paardensport.

## Veterinaire Controle
Een van de redenen in 1934 om weer een rijvereniging binnen de Faculteit Diergeneeskunde te starten, was om toekomstig dierenartsen voor te bereiden op het keuren van paarden. Tegenwoordig verzorgt "De Solleysel" de veterinaire controles op men-, endurance- en enkele eventingwedstrijden van de KNHS om in dit doel te voorzien.
Een veterinaire controle houdt in dat paarden vooraf, tijdens en na een wedstrijd medisch worden gekeurd om te beoordelen of zij geschikt zijn om aan de wedstrijd deel te nemen. Het is een verplicht onderdeel van al dit soort door de KNHS georganiseerde wedstrijden ter bevordering van het welzijn van sportpaarden. De keuring wordt uitgevoerd door studenten diergeneeskunde onder leiding van een verantwoordelijk dierenarts.

## Studie
Binnen de studie organiseert de V.S.R. verschillende educatieve excursies en een symposium. Daarnaast worden er enkele cursussen aangeboden als aanvulling op het reguliere onderwijs. Dit extra-curriculair onderwijs wordt gegeven door professionals van zowel binnen als buiten de Faculteit Diergeneeskunde. Met specialisten van de faculteit worden er cursussen in de hoefverzorging, de tandheelkunde en het zadelpassen verzorgd. Daarnaast is er jaarlijks een trainingsdag crisismanagement in samenwerking met de brandweer. Deze dag is een oefening voor dierenartsen en brandweer in het oplossen van ongevalsituaties waarbij paarden betrokken zijn.

## Organisatie
Verschillende commissies organiseren de vele activiteiten binnen de vereniging, zoals een symposium, bar-avonden, een buitenlandreis en de veterinaire controles. Studenten kunnen zo ervaring opdoen met organiseren en samenwerken.
Het bestuur van V.S.R "De Solleysel" wordt gevraagd uit haar leden en zet zich een jaar lang fulltime in voor de vereniging. De vijf functies binnen het bestuur zijn Praeses (voorzitter), ab Actis (secretaris), Fiscus (penningmeester), Commissaris van Paarden en Vice Praeses (vicevoorzitter). Het bestuur wisselt jaarlijks tijdens de Algemene ledenvergadering medio oktober.